# Patrick Bloche
Patrick Bloche (født 4. juli 1956 i Neuilly-sur-Seine) er en fransk politiker. Han repræsenterer Parti Socialiste.
Bloche sidder i Frankrigs nationalforsamling, noget han har gjort siden 2002. Bloche repræsenterer det syvende distrikt i Paris.
Fra 1995 til 2001 sad Bloche siddet i bystyret i Paris. Her kom han tilbage efter valget i 2008 og blev borgmester for 11te arrondissement.
1. ↑  Navnet er anført på engelsk og stammer fra Wikidata hvor navnet endnu ikke findes på dansk.